# スペースシャトルのミッション一覧

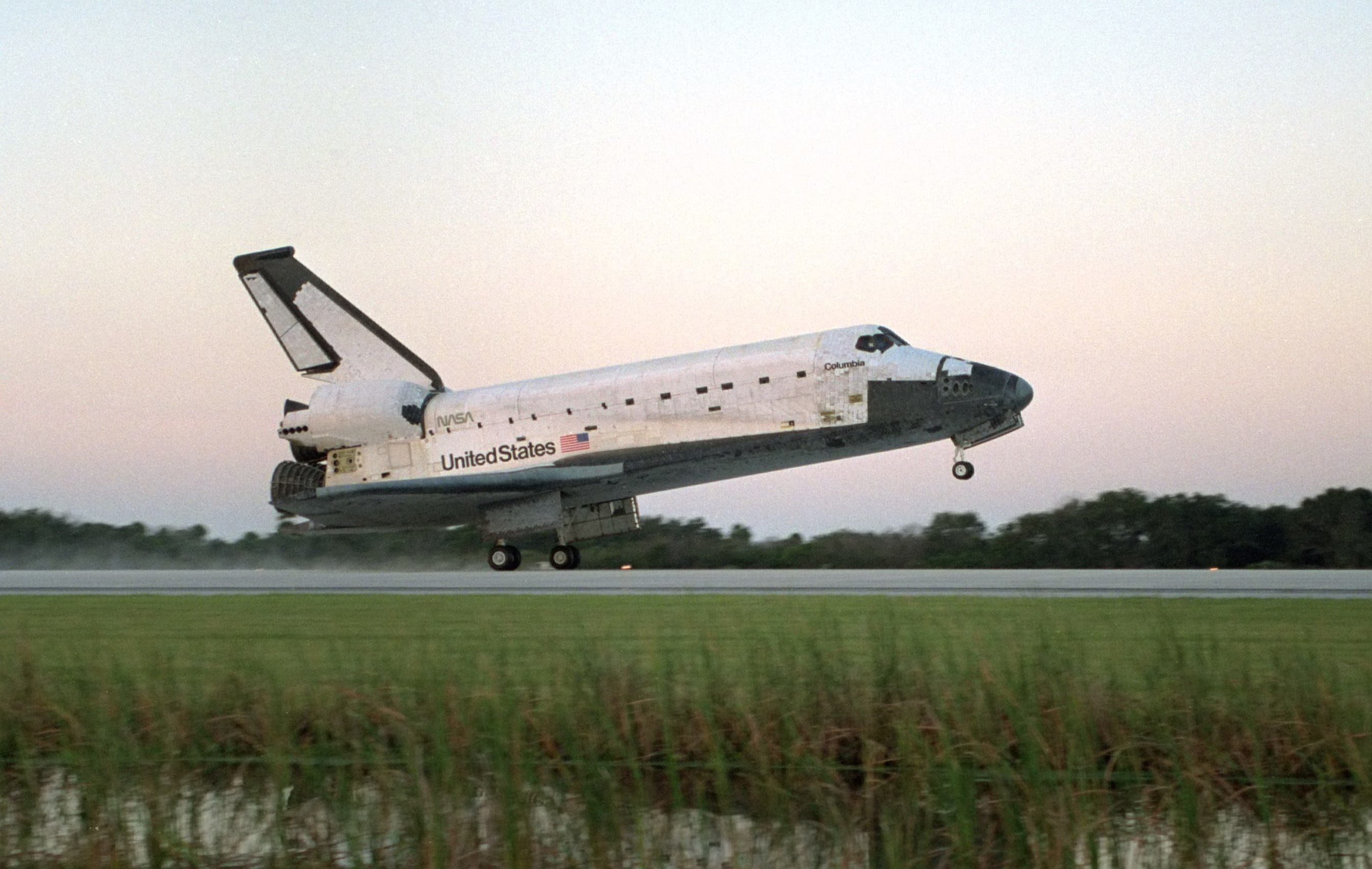
STS-73を終えて着陸したアメリカのスペースシャトル、コロンビア号。

スペースシャトルのミッション一覧（スペースシャトルのミッションいちらん）は、2011年の引退までのアメリカのスペースシャトル有人宇宙飛行ミッション一覧である。

## フライトナンバー
ミッションごとに付番されたフライトナンバー（Flight number）は当初、スペースシャトル計画の公式名称である「宇宙輸送システム」（Space Transportation System）の略称「STS」を接頭辞として打ち上げの順序を示す連続番号を付けるアポロ計画と同様の方式を採っており、STS-9（1983年11月28日打ち上げ）までがこの形でミッションを実施した。
しかし1981年にNASA長官に就任したジェームス・モンゴメリー・ベッグスは、1970年のアポロ13号事故以降、個人的に数字の「13」に極度の恐怖感を抱いていて、1984年に打ち上げ予定の「STS-13」（改称後のSTS-41-C、1984年4月6日打ち上げ）の付番を嫌がったため、NASAは同年から数字とアルファベットの組み合わせによるコード付番方法に変更した。 
具体的には、ミッション予算が認められた連邦会計年度（1980年代は年度の末尾1桁、1990年代は年度の末尾1桁に10を加えた2桁）と射場コード (1=ケネディ宇宙センター、2=ヴァンデンバーグ空軍基地)を組み合わせた数字に、当該会計年度における射場別の計画順を示すアルファベットをAから順に付した。コード制によってSTS-11から改称したSTS-41-B（1984年2月3日打ち上げ）の場合、「1984年度連邦会計予算においてケネディ宇宙センター発射の2番目に計画されたフライト」を意味した。これらのコードは打ち上げが最初に計画されたときに割り当てられ、ミッションが遅延または再スケジュールされたときにも変更されなかった。
コード制はチャレンジャー爆発事故をもたらしたSTS-51-L（1986年1月28日打ち上げ）まで使用され、STS-51-Lの直前に打ち上げられたSTS-61-C（1986年1月12日打ち上げ）が計画順における最後の実行されたミッションとなった。
チャレンジャー事故に伴うベッグスの長官辞任（1986年2月）に伴い、NASAは1988年のミッション再開以降、連続番号を付番するフライトナンバー方式に戻した。しかし打ち上げ順序に従っていた初期の方式とは異なり、番号は当初の計画順に基づいて割り当てられ、実際の打ち上げ順序とは一致しなかった。コード制への変更前にSTS-33までフライトナンバーがいったん付番されていたことから、再開以降のSTS-26からSTS-33まではかつてのフライトナンバーと区別するため、当初は「再飛行」を意味する接尾辞「R」を付加していたが、のちに表記を取りやめている。

### 即応ミッションのフライトナンバー
2003年のSTS-107におけるコロンビア号空中分解事故を受けて、NASAは飛行中のスペースシャトルが故障や損傷によって安全に帰還できない場合に備えた救助任務の即応ミッション（Space Shuttle Launch on Need : LON）体制を採ることになり、事故後の初飛行になるSTS-114（2005年）以降、この即応ミッションに300番代のフライトナンバー（STS-3xx）を与えた。STS-114およびSTS-121（2005年）にはSTS-115（2006年）で飛行予定のアトランティスがSTS-300に、STS-115にはSTS-116（同）で飛行予定のディスカバリーがSTS-301に指定された。
さらにSTS-116以降の即応ミッションでは、本来のミッションのフライトナンバーの末尾2桁を付番することになり、STS-116の場合、次のSTS-117で飛行予定のアトランティスがSTS-317に指定された。このほか、ハッブル宇宙望遠鏡の最後の整備ミッションとなったSTS-125（2008年）の即応ミッションは、軌道傾斜角の違いから国際宇宙ステーションを一次避難場所とする通常の即応ミッションとは異なる対応が必要となったことから、STS-400のフライトナンバーが与えられた。

## 全飛行統計
| シャトル                | 飛行回数     | 飛行日数            | 周回数 | 最長飛行           | 初飛行（飛行ミッション） | 初飛行（飛行ミッション） | 最終飛行（飛行ミッション） | 最終飛行（飛行ミッション） | ドッキング ミール/ISS |
| ----------------------- | ------------ | ------------------- | ------ | ------------------ | ------------------------ | ------------------------ | -------------------------- | -------------------------- | --------------------- |
| OV-101 エンタープライズ | 大気圏内 5回 | 19分                | —      | 5分                | 1977年_8月12日           | ALT-12                   | 1977年10月26日             | ALT-16                     | —                     |
| OV-102 コロンビア       | 28回         | 300日17時間47分15秒 | 4,808  | 17日15時間53分18秒 | 1981年_4月12日           | STS-1                    | 2003年_1月16日             | STS-107                    | 0 / 0_                |
| OV-099 チャレンジャー   | 10回         | _62日_7時間56分15秒 | 995    | _8日_5時間23分33秒 | 1983年_4月_4日           | STS-6                    | 1986年_1月28日             | STS-51-L                   | 0 / 0_                |
| OV-103 ディスカバリー   | 39回         | 364日22時間39分29秒 | 5,830  | 15日_2時間48分_8秒 | 1984年_8月30日           | STS-41-D                 | 2011年_2月24日             | STS-133                    | 1 / 13                |
| OV-104 アトランティス   | 33回         | 306日22時間39分29秒 | 4,848  | 13日20時間12分44秒 | 1985年10月_3日           | STS-51-J                 | 2011年_7月_8日             | STS-135                    | 7 / 12                |
| OV-105 エンデバー       | 25回         | 296日_3時間34分_2秒 | 4,677  | 16日15時間_8分48秒 | 1992年_5月_7日           | STS-49                   | 2011年_5月16日             | STS-134                    | 1 / 12                |
| 総計                    | 135回        | 1330日18時間9分44秒 | 17,808 |                    |                          |                          |                            |                            | 9 / 37                |

注釈
1. ↑  5回のテストフライト合計。2012年4月30日の最終展示飛行は含まない[3]。
2. 1 2  2003年2月1日の再突入時に空中分解（コロンビア号空中分解事故）。
3. ↑  スペースシャトル計画最初のミッションであると同時にシャトル計画試験飛行[4]。
4. 1 2  打ち上げ73秒後に爆発（チャレンジャー号爆発事故）。
5. ↑  スペースシャトル計画最後のミッション[5]。

出典
1. ↑  NASA (2008年). “Space Shuttle Mission Archives”.   NASA. 2008年11月25日閲覧。
2. 1 2  Jenkins, Dennis R. (2007). Space Shuttle: The History of the National Space Transportation System. Voyageur Press. pp. 524 pages. ISBN 0963397451
3. ↑  AFPBB NEWS (2012年4月30日). “スペースシャトル試験機「エンタープライズ」、マンハッタン上空をラストフライト”.  フランス通信社. 2015年10月17日閲覧。
4. ↑  “Mission Archives STS-1” (英語).  NASA. 2015年10月17日閲覧。
5. ↑  “STS-135: The Final Voyage” (英語).  NASA (2011年7月28日). 2015年10月17日閲覧。

参考文献
- “Space Shuttle Flights by Orbiter” (英語).  NASA. 2015年10月17日閲覧。
- “Proving Grounds: Enterprise Validated Shuttle Concepts” (英語).  NASA. 2015年10月17日閲覧。
- “Space Shuttle Overview: Challenger (OV-099)” (英語).  NASA. 2015年10月17日閲覧。
- “Space Shuttle Overview: Columbia (OV-102)” (英語).  NASA. 2015年10月17日閲覧。
- “Space Shuttle Overview: Discovery (OV-103)” (英語).  NASA. 2015年10月17日閲覧。
- “Space Shuttle Overview: Atlantis (OV-104)” (英語).  NASA. 2015年10月17日閲覧。
- “Space Shuttle Overview: Endeavour (OV-105)” (英語).  NASA. 2015年10月17日閲覧。

### 飛行回数
- エンタープライズ
- コロンビア
- チャレンジャー
- ディスカバリー
- アトランティス
- エンデバー

### その他のシャトル
| シャトル         | 飛行日時 | 周回数 | 距離 -mi- | 距離 -km- | 飛行 | 最長飛行 -日- | 乗員および 訪問者 | EVA | ミール/ISS ドッキング | 衛星 放出 |
| ---------------- | -------- | ------ | --------- | --------- | ---- | ------------- | ----------------- | --- | --------------------- | --------- |
| エンタープライズ | 0.014    | 0      | 不明      | 不明      | 0    | 0.004         | >3                | 0   | 0 / 0                 | 0         |

## シャトルの飛行一覧
| 任務                 | 日にち     | 年         | ミッション | シャトル         | 乗員       | 継続期間    | 着陸地点           | 内容 |
| テスト飛行           | テスト飛行 | テスト飛行 | テスト飛行 | テスト飛行       | テスト飛行 | テスト飛行  | テスト飛行         | テスト飛行 |
| -------------------- | ---------- | ---------- | ---------- | ---------------- | ---------- | ----------- | ------------------ | --- |
| (1)                  | 8月12日    | 1977年     | ALT-12     | エンタープライズ | 2          | 5分         | エドワーズ空軍基地 | 初のスペースシャトルの大気圏内自由飛行 |
| (2)                  | 9月13日    | 1977年     | ALT-13     | エンタープライズ | 2          | 5分         | エドワーズ空軍基地 | 2回目の大気圏内自由飛行 |
| (3)                  | 9月23日    | 1977年     | ALT-14     | エンタープライズ | 2          | 5分         | エドワーズ空軍基地 | 3回目の大気圏内自由飛行 |
| (4)                  | 10月12日   | 1977年     | ALT-15     | エンタープライズ | 2          | 2分         | エドワーズ空軍基地 | 4回目の大気圏内自由飛行、初の尾翼覆いなし（Tailcone off）での飛行 |
| (5)                  | 10月26日   | 1977年     | ALT-16     | エンタープライズ | 2          | 2分         | エドワーズ空軍基地 | 最終大気圏内自由飛行 |
| 実施されたミッション |            |            |            |                  |            |             |                    | |
| 1                    | 4月12日    | 1981年     | STS-1      | コロンビア       | 2          | 2日+6時間   | エドワーズ         | 初のスペースシャトル有人宇宙飛行のフライト。コロンビア号の初飛行 |
| 2                    | 11月12日   | 1981年     | STS-2      | コロンビア       | 2          | 2日+6時間   | エドワーズ         | 燃料電池の故障により5日間から2日間に飛行を短縮。初のカナダアーム・ロボット・アームのテスト |
| 3                    | 3月22日    | 1982年     | STS-3      | コロンビア       | 2          | 8日         | ホワイトサンズ     | シャトル試験飛行における初の、そして1回のみのニューメキシコ州ホワイトサンズへの着陸。 |
| 4                    | 6月27日    | 1982年     | STS-4      | コロンビア       | 2          | 7日+1時間   | エドワーズ         | 最後のシステムテスト試験飛行、初のアメリカ国防総省DoD機密ミッション |
| 5                    | 11月11日   | 1982年     | STS-5      | コロンビア       | 4          | 5日+2時間   | エドワーズ         | 初の実用飛行。複数の静止通信衛星アニク3cとSBS-Cを軌道に放出。初の宇宙遊泳EVAを予定するも宇宙服のトラブルのために中止                                                                                                 |
| 6                    | 4月4日     | 1983年     | STS-6      | チャレンジャー   | 4          | 5日         | エドワーズ         | チャレンジャー号の初飛行、追跡データ通信衛星TDRSを放出、初のスペースシャトルでの宇宙遊泳EVA |
| 7                    | 6月18日    | 1983年     | STS-7      | チャレンジャー   | 5          | 6日+2時間   | エドワーズ         | 初のアメリカ人女性宇宙飛行士サリー・ライドの宇宙飛行、複数のコムサット衛星放出、初のSPAS衛星の放出 |
| 8                    | 8月30日    | 1983年     | STS-8      | チャレンジャー   | 5          | 6日+1時間   | エドワーズ         | 初の夜間打ち上げ、夜間着陸。ペイロード内にある重量物移送のためのロボット・アームのテスト。朝日新聞社の人工雪実験を実施。初のアフリカ系アメリカ人宇宙飛行士ガイオン・ブルフォード。                                   |
| 9                    | 11月28日   | 1983年     | STS-9      | コロンビア       | 6          | 10日+7時間  | エドワーズ         | 初の宇宙実験室スペースラブミッション。初のヨーロッパ宇宙機関ESA宇宙飛行士。日本のオーロラ実験SEPACを実施。 |
| 10                   | 2月3日     | 1984年     | STS-41-B   | チャレンジャー   | 5          | 7日+23時間  | ケネディ           | コムサット放出、初の有人機動ユニット(Manned Maneuvering Unit)を使用した命綱なしのブルース・マッカンドレス2世の宇宙遊泳、初のケネディ宇宙センター(KSC)への着陸、次回ソーラー・マックス救出のための設備試験            |
| 11                   | 4月6日     | 1984年     | STS-41-C   | チャレンジャー   | 5          | 6日+23時間  | エドワーズ         | 太陽観測衛星ソーラー・マックスを回収・修理・放出（初の宇宙飛行士による軌道上修理作業）、長期暴露実験衛星LDEFの放出                                                                                                   |
| 12                   | 8月30日    | 1984年     | STS-41-D   | ディスカバリー   | 6          | 6日+0h      | エドワーズ         | ディスカバリー号の初飛行、複数のコムサット放出; OAST-1ソーラー・アレイ（太陽電池集合体）のテスト、初の民間人PS、 |
| 13                   | 10月5日    | 1984年     | STS-41-G   | チャレンジャー   | 7          | 8日+5時間   | ケネディ           | 地球放射観測衛星 (Earth Radiation Budget Satellite) 放出、初の2人の女性ライドとサリバンの飛行、キャサリン・D・サリバンによる初のアメリカ人女性の宇宙遊泳EVA                                                          |
| 14                   | 11月8日    | 1984年     | STS-51-A   | ディスカバリー   | 5          | 7日+23時間  | ケネディ           | 複数のコムサット放出、初の衛星回収・地球へ持ち帰り（パラパB2とウェスターVIの2つのコムサット） |
| 15                   | 1月24日    | 1985年     | STS-51-C   | ディスカバリー   | 5          | 3日+1時間   | ケネディ           | アメリカ国防総省(Department of Defense, DoD)機密ミッション、マグナム衛星放出、初の日系アメリカ人宇宙飛行士エリソン・オニヅカ                                                                                         |
| 16                   | 4月12日    | 1985年     | STS-51-D   | ディスカバリー   | 7          | 6日+23時間  | ケネディ           | 複数のコムサット放出、初の政治家ジェイク・ガーン米上院議員の宇宙飛行、シンコム衛星（リーサット3号）を放出するも軌道投入失敗（51Iで修理）                                                                             |
| 17                   | 4月29日    | 1985年     | STS-51-B   | チャレンジャー   | 7          | 7日         | エドワーズ         | 宇宙実験室スペースラブ3ミッション |
| 18                   | 6月17日    | 1985年     | STS-51-G   | ディスカバリー   | 7          | 7日+1時間   | エドワーズ         | 複数のコムサット放出、フリフラヤー（スパルタン1）の放出、サウジアラビアアルーサウド王子が搭乗 |
| 19                   | 7月29日    | 1985年     | STS-51-F   | チャレンジャー   | 7          | 7日+22時間  | エドワーズ         | 宇宙実験室スペースラブ2ミッション、生命科学、プラズマ物理、天文学実験など |
| 20                   | 8月27日    | 1985年     | STS-51-I   | ディスカバリー   | 5          | 7日+2時間   | エドワーズ         | 複数のコムサット放出、51Dで軌道投入に失敗したシンコムF3衛星（リーサット3号）の宇宙飛行士による軌道上修理。 |
| 21                   | 10月3日    | 1985年     | STS-51-J   | アトランティス   | 5          | 4日+1時間   | エドワーズ         | アトランティス号の初飛行。2番目の国防総省DoD機密ミッション、防御衛星通信システム衛星放出。 |
| 22                   | 10月30日   | 1985年     | STS-61-A   | チャレンジャー   | 8          | 7日         | エドワーズ         | 西ドイツ専用のスペースラブミッション、チャレンジャーの最後の成功ミッション。 |
| 23                   | 11月26日   | 1985年     | STS-61-B   | アトランティス   | 7          | 6日+21時間  | エドワーズ         | 複数のコムサット放出、宇宙ステーション用構造材(EASE/ACCESS)の組み立て実験 |
| 24                   | 1月12日    | 1986年     | STS-61-C   | コロンビア       | 7          | 6日+2時間   | エドワーズ         | コムサット放出、アメリカ議会委員ビル・ネルソン上院議員がPSとして搭乗 |
| 25                   | 1月28日    | 1986年     | STS-51-L   | チャレンジャー   | 7          | 73秒        | N/A                | チャレンジャー号爆発事故、リフトオフ73秒後に爆発、搭乗員全員死亡、機体全損、追跡データ通信衛星TDRS放出の予定だった。日系人エリソン・オニヅカと、初の民間人教師クリスタ・マコーリフが搭乗していた。                   |
| 26                   | 9月29日    | 1988年     | STS-26     | ディスカバリー   | 5          | 4日+1時間   | エドワーズ         | チャレンジャー号爆発事故以来2年8ヶ月ぶりの飛行再開、追跡データ通信衛星TDRS放出 |
| 27                   | 12月2日    | 1988年     | STS-27     | アトランティス   | 5          | 4日+9時間   | エドワーズ         | 3番目の国防総省DoD機密ミッション、偵察衛星ラクロス1号放出 |
| 28                   | 3月13日    | 1989年     | STS-29     | ディスカバリー   | 5          | 4日+23時間  | エドワーズ         | 追跡データ通信衛星TDRS-D放出 |
| 29                   | 5月4日     | 1989年     | STS-30     | アトランティス   | 5          | 4日         | エドワーズ         | 金星探査機マゼラン放出 |
| 30                   | 8月8日     | 1989年     | STS-28     | コロンビア       | 5          | 5日+1時間   | エドワーズ         | 4番目の国防総省DoD機密ミッション、衛星データシステム放出 |
| 31                   | 10月18日   | 1989年     | STS-34     | アトランティス   | 5          | 4日+23時間  | エドワーズ         | 木星探査機ガリレオ放出 |
| 32                   | 11月22日   | 1989年     | STS-33     | ディスカバリー   | 5          | 5日         | エドワーズ         | 5番目の国防総省DoD機密ミッション、マグナム衛星放出 |
| 33                   | 1月9日     | 1990年     | STS-32     | コロンビア       | 5          | 10日+21時間 | エドワーズ         | シンコムIV-F5衛星放出、41Cで放出された長期暴露実験衛星LDEFを回収 |
| 34                   | 2月28日    | 1990年     | STS-36     | アトランティス   | 5          | 4日+10時間  | エドワーズ         | 7番目の国防総省DoD機密ミッション、ミスティ偵察衛星AFP-731放出 |
| 35                   | 4月24日    | 1990年     | STS-31     | ディスカバリー   | 5          | 5日+1時間   | エドワーズ         | ハッブル宇宙望遠鏡を初めて軌道上に放出。 |
| 36                   | 10月6日    | 1990年     | STS-41     | ディスカバリー   | 5          | 4日+2時間   | エドワーズ         | 太陽極軌道探査機ユリシーズ放出 |
| 37                   | 11月15日   | 1990年     | STS-38     | アトランティス   | 5          | 4日+21時間  | ケネディ           | 7番目の国防総省DoD機密ミッション、マグナム衛星放出 |
| 38                   | 12月2日    | 1990年     | STS-35     | コロンビア       | 7          | 8日+23時間  | エドワーズ         | 紫外線・X線天文ミッションASTRO-1天文台を使用、広帯域X線望遠鏡BBXRT-1放出 |
| 39                   | 4月5日     | 1991年     | STS-37     | アトランティス   | 5          | 5日+23時間  | エドワーズ         | コンプトンガンマ線観測衛星GRO放出、宇宙ステーション計画準備のための船外活動 |
| 40                   | 4月28日    | 1991年     | STS-39     | ディスカバリー   | 7          | 8日+7時間   | ケネディ           | 初のSDI用アメリカ国防総省(DoD)ミッション、軍用化学科学実験 |
| 41                   | 6月5日     | 1991年     | STS-40     | コロンビア       | 7          | 9日+2時間   | エドワーズ         | 宇宙実験室スペースラブミッション、ライフサイエンス実験SLS-1実施 |
| 42                   | 8月2日     | 1991年     | STS-43     | アトランティス   | 5          | 8日+21時間  | ケネディ           | 追跡データ中継衛星TDRS放出、宇宙ステーション用関連技術実験 |
| 43                   | 9月12日    | 1991年     | STS-48     | ディスカバリー   | 5          | 5日+8時間   | エドワーズ         | 上層大気観測衛星UARS放出、地球観測MTPE計画の最初の主要計画 |
| 44                   | 11月24日   | 1991年     | STS-44     | アトランティス   | 6          | 6日+22時間  | エドワーズ         | アメリカ国防総省(DoD)ミッション、ミサイル早期警戒衛星DSP衛星放出 |
| 45                   | 1月22日    | 1992年     | STS-42     | ディスカバリー   | 7          | 8日+1時間   | エドワーズ         | 宇宙実験室スペースラブミッション、「第一次国際微小重力実験IML-1」 |
| 46                   | 3月24日    | 1992年     | STS-45     | アトランティス   | 7          | 8日+22時間  | ケネディ           | ATLAS-1科学実験プラットフォーム |
| 47                   | 5月7日     | 1992年     | STS-49     | エンデバー       | 7          | 8日+21時間  | エドワーズ         | エンデバー号初フライト、インテルサットVI号修理; 初の3人同時の宇宙遊泳により衛星回収・修理・放出 |
| 48                   | 6月25日    | 1992年     | STS-50     | コロンビア       | 7          | 13日+19時間 | ケネディ           | スペースラブミッション、「米国微小重力実験室USML-1」 |
| 49                   | 7月31日    | 1992年     | STS-46     | アトランティス   | 7          | 7日+23時間  | ケネディ           | 欧州回収型無人フリーフライヤーEURECA の放出とNASA/イタリア共同開発のテザーシステムTSS-1の展開 |
| 50                   | 9月12日    | 1992年     | STS-47     | エンデバー       | 7          | 7日+22時間  | ケネディ           | 日本の初のスペースラブミッション「ふわっと92（第一次材料実験）」、NASDA（現：JAXA）初の日本人宇宙飛行士毛利衛搭乗 |
| 51                   | 10月22日   | 1992年     | STS-52     | コロンビア       | 6          | 9日+20時間  | ケネディ           | ラゲオスII号、米国微少重力実験 |
| 52                   | 12月2日    | 1992年     | STS-53     | ディスカバリー   | 5          | 7日+7時間   | エドワーズ         | 国防総省DoD機密衛星放出（最後のDoD専用ミッション） |
| 53                   | 1月13日    | 1993年     | STS-54     | エンデバー       | 5          | 5日+23時間  | ケネディ           | 追跡データ中継衛星TDRS-F放出 |
| 54                   | 4月8日     | 1993年     | STS-56     | ディスカバリー   | 5          | 9日+6時間   | ケネディ           | ATLAS-2科学実験プラットフォーム。打ち上げ後に2件の重要不具合発見。 |
| 55                   | 4月26日    | 1993年     | STS-55     | コロンビア       | 7          | 9日+23時間  | エドワーズ         | ドイツのスペースラブミッションD2 |
| 56                   | 6月21日    | 1993年     | STS-57     | エンデバー       | 6          | 9日+23時間  | ケネディ           | 初の商業宇宙実験室スペースハブ、STS46で放出した欧州回収型無人フリーフライヤーEURECA の回収 |
| 57                   | 9月12日    | 1993年     | STS-51     | ディスカバリー   | 5          | 9日+20時間  | ケネディ           | 次世代通信技術衛星ACTS放出 |
| 58                   | 10月18日   | 1993年     | STS-58     | コロンビア       | 7          | 14日        | エドワーズ         | スペースラブミッション「ライフサイエンス実験SLS-2」 |
| 59                   | 12月2日    | 1993年     | STS-61     | エンデバー       | 7          | 10日+19時間 | ケネディ           | 初のハッブル宇宙望遠鏡の補修ミッション(HST SM-01) |
| 60                   | 2月3日     | 1994年     | STS-60     | ディスカバリー   | 6          | 7日+6時間   | ケネディ           | 商業宇宙実験室スペースハブ2、超々高真空実験装置Wake Shield Facility、スペースシャトルに初のロシア人宇宙飛行士搭乗 |
| 61                   | 3月4日     | 1994年     | STS-62     | コロンビア       | 5          | 13日+23時間 | ケネディ           | 米国微少重力実験USMP-2 |
| 62                   | 4月9日     | 1994年     | STS-59     | エンデバー       | 6          | 11日+5時間  | ケネディ           | シャトル宇宙レーダー研究室SRL-1 |
| 63                   | 7月8日     | 1994年     | STS-65     | コロンビア       | 7          | 14日+17時間 | ケネディ           | スペースラブミッション「第二次国際微小重力実験室(IML-2)」、日本人宇宙飛行士向井千秋搭乗 |
| 64                   | 9月9日     | 1994年     | STS-64     | ディスカバリー   | 6          | 10日+22時間 | エドワーズ         | 汎用科学実験施設SPARTANの放出と回収 |
| 65                   | 9月30日    | 1994年     | STS-68     | エンデバー       | 6          | 11日+5時間  | エドワーズ         | シャトル宇宙レーダー研究室SRL-2 |
| 66                   | 11月3日    | 1994年     | STS-66     | アトランティス   | 6          | 10日+22時間 | エドワーズ         | 大気応用・科学実験室ATLAS-3プラットフォーム |
| 67                   | 2月3日     | 1995年     | STS-63     | ディスカバリー   | 6          | 8日+6時間   | ケネディ           | 商業宇宙実験室スペースハブ3、ロシアの宇宙ステーションミールとランデブー、11mまで接近飛行 |
| 68                   | 3月2日     | 1995年     | STS-67     | エンデバー       | 7          | 16日+15時間 | エドワーズ         | 紫外線・X線天文観測ミッションASTRO-2 |
| 69                   | 6月27日    | 1995年     | STS-71     | アトランティス   | 7/8        | 9日+19時間  | ケネディ           | 初のシャトルとミールのドッキング：第1回シャトル-ミールミッション、アメリカの有人飛行100回目 |
| 70                   | 7月13日    | 1995年     | STS-70     | ディスカバリー   | 5          | 8日+22時間  | ケネディ           | 追跡データ中継衛星TDRS-G放出 |
| 71                   | 9月7日     | 1995年     | STS-69     | エンデバー       | 5          | 10日+20時間 | ケネディ           | 超々高真空実験装置Wake Shield Facility2、太陽観測衛星SPARTAN |
| 72                   | 10月20日   | 1995年     | STS-73     | コロンビア       | 7          | 15日+21時間 | ケネディ           | スペースラブミッション「米国微小重力実験USML-2」 |
| 73                   | 11月12日   | 1995年     | STS-74     | アトランティス   | 5          | 8日+4時間   | ケネディ           | シャトル・ミールのドッキング：第2回シャトル-ミールミッション |
| 74                   | 1月11日    | 1996年     | STS-72     | エンデバー       | 6          | 8日+22時間  | ケネディ           | 日本の宇宙実験フリフライヤー(SFU)の回収、日本人宇宙飛行士（ミッションスペシャリスト）若田光一搭乗 |
| 75                   | 2月22日    | 1996年     | STS-75     | コロンビア       | 7          | 15日+17時間 | ケネディ           | テザーサテライトシステムTSS-1R、「米国微小重力実験USMP-3」 |
| 76                   | 3月22日    | 1996年     | STS-76     | アトランティス   | 6/5        | 9日+5時間   | ケネディ           | シャトル・ミールのドッキング：第3回シャトル-ミールミッション |
| 77                   | 5月19日    | 1996年     | STS-77     | エンデバー       | 6          | 10日        | ケネディ           | 商業宇宙実験室スペースハブ-HM SPARTAN |
| 78                   | 6月20日    | 1996年     | STS-78     | コロンビア       | 7          | 16日+21時間 | ケネディ           | スペースラブミッション「微小重力宇宙実験室LMS」 |
| 79                   | 9月16日    | 1996年     | STS-79     | アトランティス   | 6/6        | 10日+3時間  | ケネディ           | シャトル・ミールのドッキング：第4回シャトル-ミールミッション |
| 80                   | 11月19日   | 1996年     | STS-80     | コロンビア       | 5          | 17日+15時間 | ケネディ           | 超々高真空実験装置Wake Shield Facility、遠/超紫外線分光撮影機ASTRO-SPAS |
| 81                   | 1月12日    | 1997年     | STS-81     | アトランティス   | 6/6        | 10日+4時間  | ケネディ           | シャトル・ミールのドッキング：第5回シャトル-ミールミッション |
| 82                   | 2月11日    | 1997年     | STS-82     | ディスカバリー   | 7          | 9日+23時間  | ケネディ           | ハッブル宇宙望遠鏡第2回補修ミッション(HST SM-02) |
| 83                   | 4月4日     | 1997年     | STS-83     | コロンビア       | 7          | 3日+23時間  | ケネディ           | 「第一次微小重力科学実験室MSL-1」、燃料電池のトラブルにて予定を12日間短縮して帰還 |
| 84                   | 5月15日    | 1997年     | STS-84     | アトランティス   | 7/7        | 9日+5時間   | ケネディ           | シャトル・ミールのドッキング：第6回シャトル-ミールミッション |
| 85                   | 7月1日     | 1997年     | STS-94     | コロンビア       | 7          | 15日+16時間 | ケネディ           | スペースラブミッション、STS-83で中断された「第一次微小重力科学実験室MSL-1」の再実施、 |
| 86                   | 8月7日     | 1997年     | STS-85     | ディスカバリー   | 6          | 11日+20時間 | ケネディ           | CRISTA-SPAS、日本実験棟用ロボットアームの実証試験MFD実施 |
| 87                   | 9月25日    | 1997年     | STS-86     | アトランティス   | 7/7        | 10日+19時間 | ケネディ           | シャトル・ミールのドッキング：第7回シャトル-ミールミッション |
| 88                   | 11月19日   | 1997年     | STS-87     | コロンビア       | 6          | 15日+16時間 | ケネディ           | 微少重力実験、日本人宇宙飛行士土井隆雄搭乗し、日本人初の船外活動EVAを実施 |
| 89                   | 1月22日    | 1998年     | STS-89     | エンデバー       | 7/7        | 8日+19時間  | ケネディ           | シャトル・ミールのドッキング：第8回シャトル-ミールミッション、ISSで予定される同一軌道上を試験飛行 |
| 90                   | 4月17日    | 1998年     | STS-90     | コロンビア       | 7          | 15日+21時間 | ケネディ           | スペースラブミッション、神経組織系のライフサイエンス実験「ニューロラブ」計画 |
| 91                   | 6月2日     | 1998年     | STS-91     | ディスカバリー   | 6/7        | 9日+19時間  | ケネディ           | 最後のシャトルとミールのドッキング：第9回シャトル-ミールミッション、超軽量外部燃料タンクを初めて使用 |
| 92                   | 10月29日   | 1998年     | STS-95     | ディスカバリー   | 7          | 8日+21時間  | ケネディ           | スペースハブ; アメリカ人初の宇宙飛行士ジョン・H・グレンの再飛行（77歳で史上最高齢の宇宙飛行記録）、日本人宇宙飛行士向井千秋の2回目の搭乗                                                                             |
| 93                   | 12月4日    | 1998年     | STS-88     | エンデバー       | 6          | 11日+19時間 | ケネディ           | ISS組立順序 フライト2A: ノード1ユニティ スペースシャトルによる初のISSへのドッキング |
| 94                   | 5月27日    | 1999年     | STS-96     | ディスカバリー   | 7          | 9日+19時間  | ケネディ           | ISS補給 |
| 95                   | 7月23日    | 1999年     | STS-93     | コロンビア       | 5          | 4日+22時間  | ケネディ           | X線観測衛星チャンドラX線観測衛星放出、初の女性船長E.コリンズ |
| 96                   | 12月19日   | 1999年     | STS-103    | ディスカバリー   | 7          | 7日+23時間  | ケネディ           | 第3回ハッブル宇宙望遠鏡補修ミッション(HST SM-3A) |
| 97                   | 2月11日    | 2000年     | STS-99     | エンデバー       | 6          | 11日+5時間  | ケネディ           | 合成開口レーダーShuttle Radar Topography Mission (SRTM)での地表観測、日本人宇宙飛行士毛利衛の2回目の搭乗 |
| 98                   | 5月19日    | 2000年     | STS-101    | アトランティス   | 7          | 9日+21時間  | ケネディ           | ISS補給 |
| 99                   | 9月8日     | 2000年     | STS-106    | アトランティス   | 7          | 11日+19時間 | ケネディ           | ISS補給 |
| 100                  | 10月11日   | 2000年     | STS-92     | ディスカバリー   | 7          | 12日+21時間 | エドワーズ         | ISS組立ミッション フライト3A: Z1トラス、日本人宇宙飛行士若田光一の2回目の搭乗、 |
| 101                  | 11月30日   | 2000年     | STS-97     | エンデバー       | 5          | 10日+19時間 | ケネディ           | ISS組立ミッション フライト4A: P6ソーラー・アレイ、ラジエーター |
| 102                  | 2月7日     | 2001年     | STS-98     | アトランティス   | 5          | 12日+21時間 | エドワーズ         | ISS組立ミッション フライト5A: アメリカ実験棟デスティニー |
| 103                  | 3月8日     | 2001年     | STS-102    | ディスカバリー   | 7/7        | 12日+19時間 | ケネディ           | ISS補給、多目的補給モジュールMPLM「レオナルド」の初使用、乗員交替 |
| 104                  | 4月19日    | 2001年     | STS-100    | エンデバー       | 7          | 11日+21時間 | エドワーズ         | ISS組立ミッション フライト6A: カナダアーム2 |
| 105                  | 7月12日    | 2001年     | STS-104    | アトランティス   | 5          | 12日+18時間 | ケネディ           | ISS組立ミッション フライト7A: クエスト・ジョイント・エアロック |
| 106                  | 8月10日    | 2001年     | STS-105    | ディスカバリー   | 7/7        | 11日+21時間 | ケネディ           | ISS補給、乗員交替 |
| 107                  | 12月5日    | 2001年     | STS-108    | エンデバー       | 7/7        | 11日+19時間 | ケネディ           | ISS補給、乗員交替 |
| 108                  | 3月1日     | 2002年     | STS-109    | コロンビア       | 7          | 10日+22時間 | ケネディ           | ハッブル宇宙望遠鏡補修ミッション(HST SM-3B)、STS-107以前のコロンビアの最後の成功ミッション |
| 109                  | 4月8日     | 2002年     | STS-110    | アトランティス   | 7          | 10日+19時間 | ケネディ           | ISS組立ミッション フライト8A: S0トラス |
| 110                  | 6月5日     | 2002年     | STS-111    | エンデバー       | 7/7        | 13日+20時間 | エドワーズ         | ISS補給、多目的補給モジュールMPLM「レオナルド」、乗員交替、モバイル・ベース・システム |
| 111                  | 10月7日    | 2002年     | STS-112    | アトランティス   | 6          | 10日+19時間 | ケネディ           | ISS組立ミッション フライト9A: S1トラス |
| 112                  | 11月23日   | 2002年     | STS-113    | エンデバー       | 7/7        | 13日+18時間 | ケネディ           | ISS組立ミッション フライト11A: P1トラス、乗員交替、STS-107以前の最後の成功ミッション。 |
| 113                  | 1月16日    | 2003年     | STS-107    | コロンビア       | 7          | 15日+22時間 | N/A (Ken.)         | コロンビア号空中分解事故、スペースハブでの科学研究ミッション終了後の帰還直前に空中分解。乗員全員死亡。機体全損。コロンビア号28回目での最終飛行。                                                                     |
| 114                  | 7月26日    | 2005年     | STS-114    | ディスカバリー   | 7          | 13日+21時間 | エドワーズ         | コロンビア号空中分解事故後の最初の再開飛行。飛行の安全性評価・テスト、ISS補給・修理、MPLMラファエロ、日本人宇宙飛行士野口聡一の搭乗                                                                                  |
| 115                  | 7月4日     | 2006年     | STS-121    | ディスカバリー   | 7/6        | 12日+18時間 | ケネディ           | ISSフライトULF1.1: 補給、乗員交替、MPLMレオナルド |
| 116                  | 9月9日     | 2006年     | STS-115    | アトランティス   | 6          | 11日+19時間 | ケネディ           | ISS組立ミッション フライト12A: P3/P4トラス |
| 117                  | 12月9日    | 2006年     | STS-116    | ディスカバリー   | 7/7        | 12日+21時間 | ケネディ           | ISS組立ミッション フライト12A.1: P5トラス & スペースハブ-SM、乗員交替 |
| 118                  | 6月8日     | 2007年     | STS-117    | アトランティス   | 7/7        | 13日+20時間 | エドワーズ         | ISS組立ミッション フライト13A: S3/S4トラス、乗員交替 |
| 119                  | 8月8日     | 2007年     | STS-118    | エンデバー       | 7          | 12日+18時間 | ケネディ           | ISS組立ミッション フライト13A.1: S5トラス & スペースハブ-SM & ESP3 First use of SSPTS (Station-to-Shuttle Power Transfer System)                                                                                     |
| 120                  | 10月23日   | 2007年     | STS-120    | ディスカバリー   | 7/7        | 15日+2時間  | ケネディ           | ISS組立ミッション フライト10A: アメリカ: ノード2ハーモニーモジュール、乗員交替 |
| 121                  | 2月7日     | 2008年     | STS-122    | アトランティス   | 7/7        | 12日+18時間 | ケネディ           | ISS組立ミッション フライト1E: ヨーロッパ実験棟: コロンバス、乗員交替 |
| 122                  | 3月11日    | 2008年     | STS-123    | エンデバー       | 7/7        | 15日+18時間 | ケネディ           | ISS組立ミッション フライト1J/A: 最初の日本モジュールJEM 船内保管室、カナダ特殊目的ロボットアーム「デクスター」、日本人宇宙飛行士土井隆雄搭乗                                                                         |
| 123                  | 5月31日    | 2008年     | STS-124    | ディスカバリー   | 7/7        | 13日+18時間 | ケネディ           | ISS組立ミッション フライト1J: JEM - 日本のモジュールきぼう船内実験室 & ロボットアーム、日本人宇宙飛行士星出彰彦搭乗                                                                                                  |
| 124                  | 11月14日   | 2008年     | STS-126    | エンデバー       | 7/7        | 15日+20時間 | エドワーズ         | ISS組立ミッション フライトULF2: MPLMレオナルド、乗員交替 |
| 125                  | 3月15日    | 2009年     | STS-119    | ディスカバリー   | 7/7        | 12日+19時間 | ケネディ           | ISS組立ミッション フライト15A: S6トラス、ソーラー・アレイ、初の日本人長期滞在クルー若田光一搭乗 |
| 126                  | 5月11日    | 2009年     | STS-125    | アトランティス   | 7          | 12日+21時間 | エドワーズ         | 最後のハッブル宇宙望遠鏡サービスミッション (HST SM-04)。最後のISS関係以外でのフライト。 |
| 127                  | 7月15日    | 2009年     | STS-127    | エンデバー       | 7/7        | 15日+16時間 | ケネディ           | ISS組立ミッション フライト2J/A: きぼう JEMの船外実験プラットフォームと船外パレット。日本人長期滞在クルー若田光一帰還                                                                                                 |
| 128                  | 8月28日    | 2009年     | STS-128    | ディスカバリー   | 7/7        | 13日+21時間 | エドワーズ         | ISS組立ミッション フライト17A: MPLMレオナルド & 6人のISS乗員。 |
| 129                  | 11月16日   | 2009年     | STS-129    | アトランティス   | 6/7        | 10日+19時間 | ケネディ           | ISS組立ミッション フライトULF3: エクスプレス補給キャリア (ELC) 1 & 2。 |
| 130                  | 2月8日     | 2010年     | STS-130    | エンデバー       | 6          | 13日+18時間 | ケネディ           | ISS組立ミッション フライト20A: ノード3「トランキュリティー(Tranquility)」＆キューポラ |
| 131                  | 4月5日     | 2010年     | STS-131    | ディスカバリー   | 7          | 15日+1時間  | ケネディ           | ISS組立ミッション フライトUtility and Logistics Flight 4: MPLMラファエロ、日本人宇宙飛行士山崎直子搭乗 |
| 132                  | 5月14日    | 2010年     | STS-132    | アトランティス   | 6          | 11日+18時間 | ケネディ           | ISS組立ミッション フライト19A: ロシア実験棟ミニ・リサーチ・モジュール1。 |
| 133                  | 2月24日    | 2011年     | STS-133    | ディスカバリー   | 5          | 12日+19時間 | ケネディ           | ISS組立ミッション フライトULF5、ELCs4、恒久的多目的モジュールPMMレオナルド。ヒト型ロボット宇宙飛行士「ロボノート2（R2）」ディスカバリーの最後の飛行。                                                                |
| 134                  | 5月16日    | 2011年     | STS-134    | エンデバー       | 6          | 15日+17時間 | ケネディ           | ISS組立ミッション フライトULF6、ELCs3、ROEU、Alpha Magnetic Spectrometer(AMS）。エンデバーの最後の飛行。 |
| 135                  | 7月28日    | 2011年     | STS-135    | アトランティス   | 6          | 12日+18時間 | ケネディ           | ISS組立ミッション フライトULF7、MPLMラファエロ。アトランティスの、そしてスペースシャトル最後の飛行、救援ミッションは用意されない。                                                                                   |
| 特別ミッション       |            |            |            |                  |            |             |                    | |
| *                    | 飛行せず   | 2005年     | STS-300    | アトランティス   | 4/11       | - 11日      |                    | STS-114ミッションでシャトル・ディスカバリーが帰還不能のダメージを被った場合に行われる救援ミッション |
| *                    | 飛行せず   | 2006年     | STS-300    | アトランティス   | 4/11       | - 11日      |                    | STS-121ミッションでシャトル・ディスカバリーが帰還不能のダメージを被った場合に行われる救援ミッション |
| *                    | 飛行せず   | 2006年     | STS-301    | ディスカバリー   | 4/10       | - 11日      |                    | STS-115ミッションでシャトル・アトランティスが帰還不能のダメージを被った場合に行われる救援ミッション |
| *                    | 飛行せず   | 2007年     | STS-317    | アトランティス   | 4/11       | - 11日      |                    | STS-116ミッションでシャトル・ディスカバリーが帰還不能のダメージを被った場合に行われる救援ミッション |
| *                    | 飛行せず   | 2007年     | STS-318    | エンデバー       | 4/11       | - 11日      |                    | STS-117ミッションでシャトル・アトランティスが帰還不能のダメージを被った場合に行われる救援ミッション |
| *                    | 飛行せず   | 2007年     | STS-322    | ディスカバリー   | 4/11       | - 11日      |                    | STS-118ミッションでシャトル・エンデバーが帰還不能のダメージを被った場合に行われる救援ミッション |
| *                    | 飛行せず   | 2007年     | STS-320    | アトランティス   | 4/11       | - 11日      |                    | STS-120ミッションでシャトル・ディスカバリーが帰還不能のダメージを被った場合に行われる救援ミッション |
| *                    | 飛行せず   | 2008年     | STS-323    | ディスカバリー   | 4/11       | - 11日      |                    | STS-122ミッションでシャトル・アトランティスが帰還不能のダメージを被った場合に行われる救援ミッション（元々はエンデバーが割り当てられていたが、STS-122がセンサートラブルで遅延したため、ディスカバリーに変更された）。 |
| *                    | 飛行せず   | 2008年     | STS-324    | ディスカバリー   | 4/11       | - 11日      |                    | STS-123ミッションでシャトル・エンデバーが帰還不能のダメージを被った場合に行われる救援ミッション |
| *                    | 飛行せず   | 2008年     | STS-326    | エンデバー       | 4/11       | - 11日      |                    | STS-124ミッションでシャトル・ディスカバリーが帰還不能のダメージを被った場合に行われる救援ミッション |
| *                    | 飛行せず   | 2008年     | STS-400    | エンデバー       | 4/11       | - 11日      |                    | STS-125ミッションでシャトル・アトランティスが帰還不能のダメージを被った場合に行われる救援ミッション |
| *                    |            | 2010年     | STS-335    | アトランティス   | 4/11       | 10日        |                    | STS-133ミッションでシャトル・ディスカバリーが帰還不能のダメージを被った場合に行われる救援ミッション |